# John Goodman
Jonathan Stephen "John" Goodman (Affton, 1952. június 20. –) Golden Globe- és Primetime Emmy-díjas amerikai komikus, színész, rendező, producer.

## Életútja
1975-ben elhatározta, hogy színész lesz, és New Yorkba költözött. Előbb pincérként dolgozott, majd reklámokban és színdarabokban tűnt fel. 1982-től játszik filmekben, első szerepét a Eddie Macon's Run című filmben alakította. Egyik legismertebb szerepe Dan Conner a Roseanne című filmsorozatban. 2017. március 10-én csillagot kapott a Hollywood Walk of Fame-en.
Felesége Annabeth Hartzog, akivel 1989-ben házasodtak össze.

## Filmográfia

### Film
| Év   | Magyar cím                                           | Eredeti cím                                          | Szerep                                     | Magyar hang      |
| ---- | ---------------------------------------------------- | ---------------------------------------------------- | ------------------------------------------ | ---------------- |
| 1983 | A szökés – Eddie Macon futása                        | Eddie Macon's Run                                    | Herbert                                    |                  |
| 1983 | A túlélők                                            | The Survivors                                        | Commando                                   | Both András      |
| 1984 |                                                      | C.H.U.D.                                             | rendőr                                     |                  |
| 1984 | Mária szerelmei                                      | Maria's Lovers                                       | Frank                                      | Koroknay Géza    |
| 1984 | A suttyók visszavágnak                               | Revenge of the Nerds                                 | Harris edző                                | Sörös Sándor     |
| 1985 | Édes álmok                                           | Sweet Dreams                                         | Otis                                       | Juhász György    |
| 1986 | Texas elveszett szüzessége                           | True Stories                                         | Louis Fyne                                 | Kocsis György    |
| 1987 | A könnyed élet                                       | The Big Easy                                         | Andre DeSoto nyomozó                       | Koroknay Géza    |
| 1987 | A könnyed élet                                       | The Big Easy                                         | Andre DeSoto nyomozó                       | Rudas István     |
| 1987 | Arizonai ördögfióka                                  | Raising Arizona                                      | Gale Snoats                                | Maróti Gábor     |
| 1987 | Betörő                                               | Burglar                                              | Nyswander nyomozó                          | Konrád Antal     |
| 1987 | Betörő                                               | Burglar                                              | Nyswander nyomozó                          | Horkai János     |
| 1988 | A legutolsó cserkész                                 | The Wrong Guys                                       | Duke Earle                                 | Zubornyák Zoltán |
| 1988 | Életem a kabaré                                      | Punchline                                            | John Krytsick                              |                  |
| 1988 | Szép volt, fiú!                                      | Everybody's All-American                             | Edward Lawrence                            |                  |
| 1989 | A szerelem tengere                                   | Sea of Love                                          | Sherman Touhey nyomozó                     | Koroknay Géza    |
| 1989 | A szerelem tengere                                   | Sea of Love                                          | Sherman Touhey nyomozó                     | Hajdu Steve      |
| 1989 | Örökké                                               | Always                                               | Al Yackey                                  | Hankó Attila     |
| 1989 | Örökké                                               | Always                                               | Al Yackey                                  | Bácskai János    |
| 1990 | Stella                                               | Stella                                               | Ed Munn                                    | Koroknay Géza    |
| 1990 | Arachnophobia – Pókiszony                            | Arachnophobia                                        | Delbert McClintock                         | Vajda László     |
| 1991 | Ne folytassa, felség!                                | King Ralph                                           | Ralph Hampton Gainesworth Jones            | Vass Gábor       |
| 1991 | Hollywoodi lidércnyomás                              | Barton Fink                                          | Charlie Meadows / Karl Mundt               | Ujlaki Dénes     |
| 1991 | Hollywoodi lidércnyomás                              | Barton Fink                                          | Charlie Meadows / Karl Mundt               | Faragó András    |
| 1991 | Hollywoodi lidércnyomás                              | Barton Fink                                          | Charlie Meadows / Karl Mundt               | Konrád Antal     |
| 1992 | Babe                                                 | The Babe                                             | George Herman "Babe" Ruth                  | Koroknay Géza    |
| 1993 | Matiné                                               | Matinee                                              | Lawrence Woolsey                           | Konrád Antal     |
| 1993 | Most jövök a falvédőről                              | Born Yesterday                                       | Harry Brock                                | Vajda László     |
| 1993 | Négy dinó New Yorkban                                | We're Back! A Dinosaur's Story                       | Rex a dinoszaurusz (hangja)                | Vass Gábor       |
| 1994 | A nagy ugrás                                         | The Hudsucker Proxy                                  | bemondó                                    | Csankó Zoltán    |
| 1994 | A nagy ugrás                                         | The Hudsucker Proxy                                  | bemondó                                    | Kajtár Róbert    |
| 1994 | A Flintstone család                                  | The Flintstones                                      | Flintstone Frédi                           | Hollósi Frigyes  |
| 1996 | Derült égből Elvis                                   | Pie in the Sky                                       | Alan Davenport                             | Kránitz Lajos    |
| 1996 | Éj anyánk                                            | Mother Night                                         | Frank Wirtanen őrnagy                      | Papp János       |
| 1997 | Csenő manók                                          | The Borrowers                                        | Ocious P. Potter                           | Kristóf Tibor    |
| 1997 | Csenő manók                                          | The Borrowers                                        | Ocious P. Potter                           | Koroknay Géza    |
| 1998 | Letaszítva                                           | Fallen                                               | Jonesy nyomozó                             | Csurka László    |
| 1998 | Letaszítva                                           | Fallen                                               | Jonesy nyomozó                             | Koroknay Géza    |
| 1998 | Blues Brothers 2000                                  | Blues Brothers 2000                                  | "Mighty" Mack McTeer                       | Konrád Antal     |
| 1998 | A nagy Lebowski                                      | The Big Lebowski                                     | Walter Sobchak                             | Helyey László    |
| 1998 | Bérbosszú Bt. – Megfizetünk, ha megfizetnek          | Dirty Work                                           | Adrian Riggins polgármester                |                  |
| 1998 | Rudolf, a rénszarvas                                 | Rudolph the Red-Nosed Reindeer: The Movie            | Santa Claus (hangja)                       | Sinkovits Imre   |
| 1998 | Egy jó unoka aranyat ér                              | The Real Macaw                                       | Mac a papagáj (hangja)                     |                  |
| 1999 | Pénzfutár                                            | The Runner                                           | Deepthroat                                 | Kránitz Lajos    |
| 1999 | A holtak útja                                        | Bringing Out the Dead                                | Larry Verber                               | Bácskai János    |
| 2000 | A nőfaló ufó                                         | What Planet Are You From?                            | Roland Jones                               | Ujlaki Dénes     |
| 2000 | Ó, testvér, merre visz az utad?                      | O Brother, Where Art Thou?                           | Daniel "Big Dan" Teague                    | Koroknay Géza    |
| 2000 | Rocky és Bakacsin kalandjai                          | The Adventures of Rocky and Bullwinkle               | Oklahomai rendőr                           | Jászai László    |
| 2000 | Sakáltanya                                           | Coyote Ugly                                          | William James Sanford                      | Besenczi Árpád   |
| 2000 | Eszeveszett birodalom                                | The Emperor's New Groove                             | Pacha (hangja)                             | Konrád Antal     |
| 2001 |                                                      | My First Mister                                      | Benjamin Wilson                            |                  |
| 2001 | Érzéki csalódás                                      | One Night at McCool's                                | Dehling nyomozó                            | Ujlaki Dénes     |
| 2001 | Helyzetek és gyakorlatok                             | Storytelling                                         | Marty Livingston                           | Uri István       |
| 2001 |                                                      | Happy Birthday (rövidfilm)                           | dékán                                      |                  |
| 2001 | Szörny Rt.                                           | Monsters, Inc.                                       | James P. "Sulley" Sullivan (hangja)        | Gesztesi Károly  |
| 2002 | Mike új kocsija (rövidfilm)                          | Mike's New Car                                       | James P. "Sulley" Sullivan (hangja)        | Gesztesi Károly  |
| 2002 | Mocskos játékok                                      | Dirty Deeds                                          | Tony Testano                               | Faragó András    |
| 2003 | Az utolsó akkord                                     | Masked and Anonymous                                 | Sweetheart nagybácsi                       | Konrád Antal     |
| 2003 | A dzsungel könyve 2.                                 | The Jungle Book 2                                    | Balu a medve (hangja)                      | Melis Gábor      |
| 2004 | Meleg helyzet                                        | Freshman Orientation                                 | Rodney                                     | Forgács Gábor    |
| 2004 | Clifford nagyon nagy kalandja                        | Clifford's Really Big Movie                          | George Wolfsbottom (hangja)                |                  |
| 2004 | A tengeren túlon                                     | Beyond the Sea                                       | Steve "Boom Boom" Blauner                  | Koroknay Géza    |
| 2005 | Szabad egy táncra?                                   | Marilyn Hotchkiss' Ballroom Dancing and Charm School | Steve Mills                                | Konrád Antal     |
| 2005 | Eszeveszett birodalom 2. – Kronk, a király           | Kronk's New Groove                                   | Pacha (hangja)                             | Koroknay Géza    |
| 2006 | Verdák                                               | Cars                                                 | James P. "Sulley" Sullivan-kamion (hangja) | Gesztesi Károly  |
| 2006 |                                                      | Tales of the Rat Fink (dokumentumfilm)               | Ed "Big Daddy" Roth (hangja)               |                  |
| 2007 | Halálos ítélet                                       | Death Sentence                                       | Bones Darley                               | Faragó András    |
| 2007 | Evan, a minden6ó                                     | Evan Almighty                                        | Chuck Long kongresszusi képviselő          | Hollósi Frigyes  |
| 2007 | Mézengúz                                             | Bee Movie                                            | Layton T. Montgomery (hangja)              | Verebély Iván    |
| 2008 | Speed Racer – Totál turbó                            | Speed Racer                                          | Racer papa (hangja)                        | Ujlaki Dénes     |
| 2008 | Falrengető                                           | Gigantic                                             | Al Lolly                                   |                  |
| 2008 | Egy boltkóros naplója                                | Confessions of a Shopaholic                          | Graham Bloomwood                           | Koroknay Géza    |
| 2009 | Az elektromos ködben                                 | In the Electric Mist                                 | Julie "Baby Feet" Balboni                  | Helyey László    |
| 2009 |                                                      | Alabama Moon                                         | Mr. Wellington                             |                  |
| 2009 |                                                      | Beyond All Boundaries (rövidfilm)                    | Edwin Simmons százados (hangja)            |                  |
| 2009 | A hercegnő és a béka                                 | The Princess and the Frog                            | Eli "Big Daddy" La Bouff (hangja)          | Koroknay Géza    |
| 2009 | Johanna nőpápa                                       | Pope Joan                                            | II. Szergiusz pápa                         | Bácskai János    |
| 2009 | A piás hajója                                        | Drunkboat                                            | Mr. Fletcher                               | Faragó András    |
| 2011 | The Artist – A némafilmes                            | The Artist                                           | Al Zimmer                                  |                  |
| 2011 | Veszett világ                                        | Red State                                            | Joseph Keenan                              | Papp János       |
| 2011 | Rém hangosan és irtó közel                           | Extremely Loud & Incredibly Close                    | Stan, ajtónálló                            | Papp János       |
| 2012 | ParaNorman                                           | ParaNorman                                           | Mr. Prendergast (hangja)                   | Papp János       |
| 2012 | Képtelen kampány                                     | The Campaign                                         | Scott Talley (cameo)                       |                  |
| 2012 | Az utolsó csavar                                     | Trouble with the Curve                               | Pete Klein                                 | Hollósi Frigyes  |
| 2012 | Az Argo-akció                                        | Argo                                                 | John Chambers                              | Koroknay Géza    |
| 2012 | Kényszerleszállás                                    | Flight                                               | Harling Mays                               | Faragó András    |
| 2013 | Llewyn Davis világa                                  | Inside Llewyn Davis                                  | Roland Turner                              | Csurka László    |
| 2013 | Másnaposok 3.                                        | The Hangover Part III                                | Marshall                                   | Faragó András    |
| 2013 | Gyakornokok                                          | The Internship                                       | Sammy Boscoe                               | Papp János       |
| 2013 | Szörny Egyetem                                       | Monsters University                                  | James P. "Sulley" Sullivan (hangja)        | Gesztesi Károly  |
| 2014 | Műkincsvadászok                                      | The Monuments Men                                    | Walter Garfield százados                   | Ujlaki Dénes     |
| 2014 |                                                      | Party Central (rövidfilm)                            | James P. "Sulley" Sullivan (hangja)        |                  |
| 2014 | Transformers: A kihalás kora                         | Transformers: Age of Extinction                      | Vadászeb (hangja)                          | Papp János       |
| 2014 | Hazárdjáték                                          | The Gambler                                          | Frank                                      | Papp János       |
| 2015 | Bajkeverő majom 3. – Vissza a Dzsungelbe!            | Curious George 3: Back to the Jungle                 | Hal Houston (hangja)                       | Kerekes József   |
| 2015 | Trumbo                                               | Trumbo                                               | Frank King                                 | Papp János       |
| 2015 | Káosz karácsonyra                                    | Love the Coopers                                     | Sam Cooper                                 | Papp János       |
| 2016 | Cloverfield Lane 10                                  | 10 Cloverfield Lane                                  | Howard Stambler                            | Papp János       |
| 2016 | Ratchet és Clank: A galaxis védelmezői               | Ratchet & Clank                                      | Grimroth (hangja)                          | Kőszegi Ákos     |
| 2016 | A hazafiak napja                                     | Patriots Day                                         | Ed Davis                                   | Papp János       |
| 2017 |                                                      | Bunyan and Babe                                      | Paul Bunyan (hangja)                       |                  |
| 2017 | Kong: Koponya-sziget                                 | Kong: Skull Island                                   | William "Bill" Randa                       | Papp János       |
| 2017 | Atomszőke                                            | Atomic Blonde                                        | Emmett Kurzfeld                            | Papp János       |
| 2017 | Volt egyszer egy Venice                              | Once Upon a Time in Venice                           | Dave Phillips                              | Papp János       |
| 2017 | Transformers: Az utolsó lovag                        | Transformers: The Last Knight                        | Vadászeb (hangja)                          | Papp János       |
| 2017 | Valerian és az ezer bolygó városa                    | Valerian and the City of a Thousand Planets          | Igon Siruss (hangja)                       | Papp János       |
| 2019 | Elrabolt világ                                       | Captive State                                        | William Mulligan                           | Papp János       |
| 2019 |                                                      | Easy Does It                                         | "Catfish" Crawford (hangja)                |                  |
| 2023 | Kérlek, ne pusztítsd el: A ködbe burkolt hegy kincse | Please Don't Destroy: The Treasure of Foggy Mountain | narrátor                                   |                  |
| 2025 | A hupikék törpikék                                   | Smurfs                                               | Törpapa (hangja)                           | Papp János       |

## Fordítás
- Ez a szócikk részben vagy egészben  a   John Goodman című angol Wikipédia-szócikk fordításán alapul.  Az eredeti cikk szerkesztőit annak laptörténete sorolja fel. Ez a jelzés csupán a megfogalmazás eredetét és a szerzői jogokat jelzi, nem szolgál a cikkben szereplő információk forrásmegjelöléseként.